# Vadim Yúsov
Vadim Ivánovich Yúsov (Вадим Иванович Юсов, 20 de abril de 1929 - 23 de agosto de 2013) fue un director de fotografía soviético y ruso, y profesor del Instituto de la Cinematografía Gerásimov. Conocido por sus colaboraciones con Andréi Tarkovski en The Steamroller and the Violin, La infancia de Iván, Andréi Rubliov y Solaris, y con Gueorgui Daneliya en Yo me pateo Moscú. Ganó varios premios Nika y Golden Osella por El monje negro de Iván Dyjovichny en el Festival Internacional de Cine de Venecia en 1988.
Fue miembro del jurado en el Festival de Cine de Cannes 1984 y el 45.º Festival Internacional de Cine de Berlín en 1995.

## Filmografía
- La apisonadora y el violín (1960); dirigida por Andréi Tarkovski
- La infancia de Iván (1962); dirigida por Andréi Tarkovski
- Yo me pateo Moscú (1963); dirigida por Gueorgui Daneliya
- Andréi Rubliov (1966); dirigida por Andréi Tarkovski
- No te apenes (1969); dirigida por Gueorgui Daneliya
- Solaris (1972); dirigida por Andréi Tarkovski
- Perdido totalmente (1973); dirigida por Gueorgui Daneliya
- Ellos lucharon por la Patria (1975); dirigida por Serguéi Bondarchuk (basada en la novela de Mijaíl Shólojov)
- Yuliya Vrévskaya (1978); dirigida por Nikola Korabov
- Campanas rojas (1982, 1983); dirigida por Serguéi Bondarchuk
- Borís Godunov (1986); dirigida por Serguéi Bondarchuk
- El monje negro (1988); dirigida por Iván Dyjovichny
- El pasaporte (1990); dirigida por Gueorgui Daneliya
- Prorva (Desfile de Moscú) (1992); dirigida por Iván Dyjovichny
- Anna: 6 - 18 (1993); dirigida por Nikita Mijalkov
- Out of the Present (1995); dirigida por Andrei Ujică
- El kópek (2002); dirigida por Iván Dyjovichny

## Premios y distinciones
Festival Internacional de Cine de Venecia
| Año  | Categoría                           | Película       | Resultado |
| ---- | ----------------------------------- | -------------- | --------- |
| 1988 | Golden Osella a la mejor fotografía | El monje negro | Ganador   |